# Grevillea irrasa
Grevillea irrasa  es una especie de arbusto  del gran género  Grevillea perteneciente a la familia  Proteaceae. Es originaria de  Australia Occidental.

## Descripción
Es un arbusto erecto, con un crecimiento de 1,5-3 metros de altura.  Las flores aparecen entre agosto y enero (finales del invierno a mediados de verano) en su área de distribución natural. Estas son de color rojo, albaricoque o rosa.

## Taxonomía
Grevillea irrasa fue descrita por Makinson y publicado en Flora of Australia 17A: 503. 2000.
Etimología
Grevillea, el nombre del género fue nombrado en honor de Charles Francis Greville, cofundador de la Royal Horticultural Society.
irrasa: epíteto
Subespecies
- G. irrasa subsp. didymochiton
- G.irrasa subsp. irrasa